# Тохолабальский язык
Тохолабальский язык — один из майяских языков, распространён в мексиканском штате Чьяпас, главным образом в муниципалитетах Лас-Маргаритас и Комитан. Носители — коренные тохолабали, их численность составляет 54,2 тыс. человек.
Само слово Tojol ab’al означает «правильный или истинный язык», противопоставляя тохобальский язык испанскому, чужому для коренного населения этих территорий.
Алфавит из издания 1948 года: a, ch, chˀ, e, i, j, k, kˀ, l, m, n, o, p, pˀ, r, s, t, tˀ, ts, tsˀ, u, w, x, y.